# Abel Salinas Rivas
Abel Hernán Jorge Salinas Rivas (Lima, 20 de junio de 1959) es un médico pediatra peruano. Fue Ministro de Salud del Perú del gobierno de Pedro Pablo Kuczynski y Martín Vizcarra, de 9 de enero a 2 de abril de 2018; y del gobierno de Manuel Merino, de 12 de noviembre a 15 de noviembre de 2020.

## Biografía
Es hijo del ingeniero Abel Salinas Izaguirre, dirigente aprista y ministro de Estado del primer gobierno de Alan García.
Es médico de profesión formado en la Universidad Nacional Autónoma de México (UNAM). Cuenta con una maestría en Gerencia de Servicios de Salud por la Universidad San Martín de Porres y con estudios de posgrado a nivel diplomado en Economía de la Salud por la Universidad del Pacífico y en Marketing Estratégico por la Universidad Ricardo Palma.

### Trayectoria
Especializado en pediatría, fue fundador del Servicio de Cuidados Intensivos Pediátricos y director ejecutivo del Hospital María Auxiliadora, donde trabajó durante veinte años.
Asimismo, fue secretario de coordinación del Consejo Nacional de Salud (órgano consultivo del Ministerio de Salud) y asesor del Despacho Ministerial de Salud.
También fue intendente general y superintendente adjunto de la Superintendencia Nacional de Aseguramiento en Salud (SUNASA) en el 2012, y conductor del programa radial Salud en RPP.
En 2017 asumió la presidencia del Consejo Directivo de la Sociedad Peruana de Pediatría. También ha laborado en la Clínica Internacional. 

### Ministro de Salud
El 9 de enero de 2018, juró como ministro de Salud del Perú del gobierno de Pedro Pablo Kuczynski, formando parte del denominado “Gabinete de la Reconciliación” presidido por Mercedes Aráoz.
Aunque aparece registrado en las filas del APRA desde 2005, nunca militó en dicho partido de manera activa. No obstante, al conocerse la noticia de su designación como ministro, la dirigencia aprista anunció su expulsión del partido, por haber aceptado formar parte del gobierno de PPK, algo que iba contra el acuerdo tomado en las bases partidarias.
Esta su primera gestión en el ministerio de Salud duró tres meses, antes de ser reemplazado por Silvia Pessah Eljay, el 2 de abril de 2018, luego que se produjera la renuncia a la presidencia de Kuczynski y el ascenso al poder del primer vicepresidente Martín Vizcarra. Durante el gobierno de Martín Vizcarra criticó el manejo llevado a cabo por el Estado con respecto a la pandemia de Covid-19.
Tras la vacancia de Vizcarra y el ascenso al poder de Manuel Merino, el 12 de noviembre de 2020 juró nuevamente como ministro de Salud, formando parte del gabinete ministerial presidido por Ántero Flores Araoz. Dicha ceremonia se realizó en el patio de honor de Palacio de Gobierno.
Esta segundo paso por el Ministerio de Salud duró apenas unos días, pues Merino se vio obligado a renunciar luego de las protestas multitudinarias de la población, en las que fallecieron dos personas. El mismo Salinas presentó su carta de renuncia, al igual que el resto de sus colegas del Consejo de Ministros.